# John Ratzenberger
John Deszo Ratzenberger (Bridgeport (Connecticut, VS), 6 april 1947) is een Amerikaans acteur.
Zijn bekendste rol is als postbode Cliff Clavin in de comedyserie Cheers. Tevens heeft hij in veel Pixar-tekenfilms zijn stem verleend aan één of meer personages. Zo was hij de stem van het spaarvarken Hamm in Toy Story en de vrachtwagen Mack in Cars.
Andere films waar Ratzenberger in heeft gespeeld zijn Gandhi, Star Wars: Episode V: The Empire Strikes Back, Superman en Superman II.

## Filmografie
- The Ritz (1976) – stamgast
- Twilight's Last Gleaming (1977) – Sgt. Kopecki
- A Bridge Too Far (1977) – Amerikaanse luitenant
- Valentino (1977) – Newshound
- Warlords of Atlantis (1978) – Fenn
- Superman (1978) – Controller #1
- The Bitch (1979) – Hal Leonard
- Hanover Street (1979) – Sgt. John Lucas
- Arabian Adventure (1979) – Achmed
- Yanks (1979) – Korporaal Cook
- Secret Army (televisieserie) – Staff Sergeant Dexter (afl. "The Execution", 1979)
- Star Wars: Episode V: The Empire Strikes Back (1980) – Majoor Derlin
- Motel Hell (1980) – drummer
- Superman II (1980) – Controller #1
- The Good Soldier (televisiefilm, 1981) – Jimmy
- Outland (1981) – Tarlow
- Goliath Awaits (televisiefilm, 1981) – Bill Sweeney
- Ragtime (1981) – politieman
- Reds (1981) – leider der communisten (niet op aftiteling)
- Hill Street Blues (televisieserie) – O'Connor (nep-agent) (afl. "Some Like It Hot-Wired", 1982)
- Warlords of the 21st Century (1982) – Rusty
- Firefox (1982) – Chef Peck
- Gandhi (1982) – Amerikaanse luitenant, chauffeur van Bourke-White
- Wizards and Warriors (televisieserie) – Archie (afl. "Dungeon of Death", 1983)
- Magnum, P.I. (televisieserie) – Walt Brewster (afl. "The Legacy of Garwood Huddle", 1984)
- Protocol (1984) – bewaker op televisie (niet op aftiteling)
- The Falcon and the Snowman (1985) – rechercheur (niet op aftiteling)
- St. Elsewhere (televisieserie) – Cliff (afl. "Cheers", 1985)
- The Love Boat (televisieserie) – rol onbekend (afl. "A Day in Port", 1985)
- Dot and the Whale (1986) – Kapitein Ahab (niet op aftiteling)
- Combat High (televisiefilm, 1986) – Mr. Barnett
- The Tortellis (televisieserie) – Cliff Calvin (afl. "Frankie Comes to Dinner", 1987)
- Timestalkers (televisiefilm, 1987) – Generaal Joe Brodsky
- House II: The Second Story (1987) – Bill
- Small World (Mini-serie, 1988) – Morris Zapp
- Mickey's 60th Birthday (televisiefilm, 1988) – Cliff Calvin
- Going to the Chapel (1988) – rol onbekend
- Disneyland (televisieserie) – Cliff Calvin (afl. "Disneyland's 35th Anniversary Celebration", 1990)
- Friends in Space (televisiefilm, 1990) – Tom Phillips
- Camp Cucamonga (televisiefilm, 1990) – Marvin Schector
- Wings (televisieserie) – Clifford Calvin (afl. "The Story of Joe", 1990)
- Nurses (televisieserie) – Mr. Hafner (afl. "Illicit Transfers", 1992)
- Bill Nye, the Science Guy (televisieserie) – rol onbekend (afl. "Dinosaurs", 1993)
- Captain Planet and the Planeteers (televisieserie) – Rigger (stem, afl. onbekend, 1990–1993)
- Cheers (televisieserie) – Cliff Clavin (268 afl., 1982–1993)
- Moon Over Miami (televisieserie) – Norman Rust (afl. "Farewell, My Lovelies", 1993)
- Locals (televisiefilm, 1994) – Jerry Hawthorne
- The Simpsons (televisieserie) – Cliff Calvin (stem, afl. "Fear of Flying", 1994)
- Murphy Brown (televisieserie) – Felix (afl. "A Rat's Tale", 1995)
- Toy Story (1995) – Hamm (stem)
- Sister, Sister (televisieserie) – Gus Kiamilikimaka (afl. "Thanksgiving in Hawaii: Part 1 & 2", 1995)
- The 10th Annual American Comedy Awards (televisiefilm, 1996) – zichzelf
- Caroline in the City (televisieserie) – Mr. Berman (afl. "Caroline and Richard's Mom", 1996)
- Toy Story Activity Centre (computerspel, 1996) – Hamm (stem)
- Dog's Best Friend (televisiefilm, 1997) – rol onbekend
- Happily Ever After: Fairy Tales for Every Child (televisieserie) – Hinky (afl. "The Piep Piper", 1997)
- That Darn Cat (1997) – Dusty
- Bad Day on the Block (1997) – Al Calavito
- One Night Stand (1997) – Phil
- Sabrina, the Teenage Witch (televisieserie) – Bob (afl. "Sabrina Claus", 1997)
- The Detectives (televisieserie) – Etzel (afl. "Go West Old Man", 1997)
- A Fare to Remember (1998) – rol onbekend
- Remember WENN (televisieserie) – Mr. Abernathy (afl. "And If I Die Before I Sleep", 1998)
- A Bug's Life (1998) – P.T. Flea (stem)
- Toy Story 2 (1999) – Hamm the Piggy Bank (stem)
- Toy Story 2: Buzz Lightyear to the Rescue! (computerspel, 1999) – Hamm (stem)
- Touched by an Angel (televisieserie) – Merl (afl. "Monica's Bad Day", 2000)
- Tick Tock (2000) – Clay Fairfield, P.I.
- Pigs Next Door (televisieserie) – rol onbekend (stem, 2000)
- Determination of Death (2001) – Charlie Halloran
- Toy Story Racer (computerspel, 2001) – Hamm (stem)
- That '70s Show (televisieserie) – Glen (afl. "Holy Craps", 2001)
- Spirited Away (2001) – assistent-manager (stem)
- Monsters, Inc. (2001) – The Abominable Snowman (stem)
- Frasier (televisieserie) – Cliff Clavin (afl. "Cheerful Goodbyes", 2002)
- Monsters, Inc. (computerspel, 2002) – The Abominable Snowman (stem)
- The Pennsylvania Miners' Story (televisiefilm, 2002) – Thomas 'Tucker' Foy
- Finding Nemo (2003) – Fish School (stem)
- Extreme Skate Adventure (computerspel, 2003) – Hamm (stem)
- 8 Simple Rules...for Dating My Teenage Daughter (televisieserie) – Fred Doyle (4 afl., 2003)
- The Incredibles (2004) – The Underminer (stem)
- The Incredibles (computerspel, 2004) – The Underminer (stem)
- All In (2005) – acteur
- The Incredibles: Rise of the Underminer (computerspel, 2005) – The Underminer (stem)
- Something New (2006) – Brians vader (niet op aftiteling)
- Cars (2006) – Mack/Hamm Truck/Abominable Snow Plow/P.T. Flea Car (stem)
- Pixar's 20th Anniversary Special (televisiefilm, 2006) – presentator/Officer Ratz
- Cars (computerspel, 2006) – Mack (stem)
- Mystery Woman: Redemption (televisiefilm, 2006) – Jim Carter
- Superman II (dvd, 2006) – Controller #1
- Ratatouille (2007) – Mustafa (stem)
- Your Friend the Rat (2007) – P.T. Flea (stem)
- The Village Barbershop (2007) – Art Leroldi
- WALL•E (2008) – John (stem)
- Up (2009) – voorman Tom (stem)
- Toy Story 3 (2010) – Hamm (stem)
- Cars 2 (2011) – Mack (stem)
- The Woodcarver (2012) – Ernest
- Brave (2012) – Gordon (stem)
- Legit (televisieserie, 2013–2014)
- Super Buddies (2013) - Opa
- Planes (2013) – Harland (stem)
- Monsters University (2013) – De Verschrikkelijke Sneeuwman (stem)
- Disney Infinity (2013) – Hamm (stem)
- Planes 2: Fire & Rescue (2014) – Brodi (stem)
- The Good Dinosaur (2015) – Earl (stem)
- Inside Out (2015) – Fritz (stem)
- Finding Dory (2016) – Husband Crab (Bill) (stem)
- Cars 3 (2017) – Mack (stem)
- Coco (2017) – Juan Ortodoncia
- Incredibles 2 (2018) – The Underminer
- Toy Story 4 (2019) - Hamm (stem)
- Onward (2020) - Fennwick de Cycloop (constructie-werker) (stem)
- Monsters at Work (2021-2024) - The Abominable Snowman/Adorable/Bernard (stem)
- Inside Out 2 (2024) - Fritz (stem)